# 파이어 엠블렘: 창염의 궤적
파이어 엠블렘: 창염의 궤적(Fire Emblem: Path of Radiance, ファイアーエムブレム 蒼炎の軌跡)은 인텔리전트 시스템즈와 닌텐도 기획개발본부가 개발하고 닌텐도가 닌텐도 게임큐브로 배급한 2005년 전략 롤플레잉 게임이다. 파이어 엠블렘 시리즈의 9번째 본편으로, 서양에서 출시된 세 번째 게임이다. 이전 시리즈와 마찬가지로, 게임플레이는 전장에서 캐릭터를 배치하여 적군을 격파하는 것으로 이루어진다. 전투에서 패배한 캐릭터는 남은 게임에서 제거된다.
이야기는 가상의 대륙 텔리우스에서 벌어지며, 인간 베오르크와 변신하는 라구즈가 거주한다. 게임은 베오르크 국가 다이인이 이웃 크리미아 왕국을 침공하면서 시작된다. 용병 아이크와 그의 동료들은 크리미아의 후계자인 엘린시아 공주를 왕위에 복위시키기 위해 떠난다. 일행은 텔리우스 전역을 여행하며 다른 국가들과 동맹을 맺어 크리미아를 다이인의 지배로부터 해방시키고, 베오르크와 라구즈 사이의 인종 갈등과 오래된 적대감에 맞선다.
창염의 궤적은 게임보이 어드밴스 게임 파이어 엠블렘 열화의 검의 해외 성공 이후 닌텐도 게임큐브용으로 개발을 시작했으며, 파이어 엠블렘 트라키아 776 이후 처음으로 가정용 비디오 게임기로 출시된 시리즈 게임이다. 이 게임은 시리즈 최초로 3D 그래픽, 풀 모션 컷신, 음성 연기를 특징으로 한다. 시리즈의 3D 전환은 개발자들에게 여러 어려움을 야기했다. 지역화 팀은 인텔리전트 시스템즈와 긴밀하게 협력하여 지역화가 원본 일본어 버전과 최대한 충실하도록 만들었다. 출시 후, 게임은 게임플레이와 스토리에 대해 비평가들로부터 전반적으로 긍정적인 평가를 받았지만, 그래픽에 대해서는 비판도 받았다. Wii용 직접적인 후속작인 파이어 엠블렘: 새벽의 여신은 2007년 북미와 일본, 2008년 유럽과 오스트랄라시아에서 출시되었다.

## 게임플레이
파이어 엠블렘: 창염의 궤적은 플레이어가 주인공 아이크와 여러 전투 시나리오에 걸쳐 캐릭터 그룹을 조작하는 전략 롤플레잉 비디오 게임이다. 게임 시작 시 여러 난이도 설정 중 하나를 선택할 수 있다. 일본 버전에서는 노멀, 하드, 매니악 모드를 선택할 수 있는 반면, 서양 버전에서는 이지, 노멀, 하드 모드를 선택할 수 있다. 모든 모드에서 전투에서 쓰러진 캐릭터는 영구적으로 사망하여 남은 게임에서 제거된다. 아이크가 전투에서 쓰러지면 게임이 끝나고 해당 스테이지를 다시 시작해야 한다.
전투에 들어가기 전에 플레이어는 최대 46명의 캐릭터 목록에서 사용할 캐릭터 수를 선택할 수 있다. 명단은 게임이 진행되고 더 많은 캐릭터가 영입됨에 따라 증가하며, 전투마다 사용할 수 있는 캐릭터 수는 다양하다. 전투 중에는 인간 베오르크와 변신하는 라구즈 두 종족을 사용할 수 있다. 베오르크는 무기와 마법을 사용하고, 라구즈는 근거리 공격을 사용한다. 라구즈는 전투 중 채워지는 게이지를 가지고 있으며, 게이지는 상태와 공격받는지 여부에 따라 다양한 속도로 채워진다. 게이지가 가득 차면 정해진 턴 수 동안 동물 형태로 변신하여 베오르크 캐릭터보다 훨씬 강력해진다. 그러나 인간 형태에서는 공격할 수 없으며, 다시 변신할 때까지 취약한 상태이다. 특별한 아이템을 사용하여 변신 간의 시간을 단축할 수 있다. 그들은 또한 특정 유형의 마법에 약하다. 야수 라구즈는 불에 약하고, 드래곤 라구즈와 와이번을 가진 클래스는 번개에 약하며, 새 라구즈는 페가수스처럼 바람에 약하다. 플레이 가능한 베오르크 캐릭터는 각각 캐릭터 클래스가 할당된다. 이 클래스는 캐릭터의 기술과 전장에서 이동할 수 있는 거리에 영향을 미친다. 일부 클래스는 특정 캐릭터에게만 해당된다. 예를 들어, 레인저 클래스와 그 기술은 아이크에게만 해당된다. 라구즈 캐릭터도 변신 형태에 따라 다른 이동 속도와 강점을 가진다.
캐릭터 기술은 각 캐릭터가 가진 추가 능력이다. 이러한 클래스는 어느 정도 맞춤 설정할 수 있으며, 일부 기술은 어떤 캐릭터에게도 부여할 수 있지만, 특정 캐릭터에게 고유한 기술은 제거하거나 변경할 수 없으며, 부여할 수 있는 기술의 양은 캐릭터의 기술 한계에 의해 제한된다.
전투에 사용된 캐릭터는 경험치를 얻으며, 전투에서의 캐릭터 성능에 따라 더 많은 경험치가 부여된다. 레벨 시작 시 개요된 보조 요구 사항을 충족하면 보너스 경험치가 부여된다. 캐릭터가 경험치 100을 얻으면 자동으로 레벨이 상승한다. 레벨 21이 되면 캐릭터의 클래스가 자동으로 업그레이드된다. 이 업그레이드는 플레이어가 마스터 실이라는 아이템을 사용하면 레벨 10에서도 발생할 수 있다. 클래스가 변경되면 캐릭터는 고정적인 스탯 보너스를 받고, 레벨은 레벨 1로 재설정되지만, 그때까지 누적된 모든 무작위 스탯 상승은 유지된다. 승급 후 레벨 한계는 20이며, 어떤 캐릭터도 이 레벨을 달성한 후에는 경험치를 얻을 수 없다.
전투 사이에 기지에서 캐릭터를 관리할 수 있다. 이 위치에서는 기술을 할당하고, 무기를 거래, 구매, 단조할 수 있으며, 전투에서 얻은 보너스 경험치를 캐릭터에게 부여할 수 있다. 또한 기지를 통해 접근할 수 있는 지원 시스템이 있어 플레이어 캐릭터가 서로 대화하고 관계를 개선할 수 있다. 이러한 대화는 캐릭터 간의 친밀도를 높이고 전투에서 스탯 부스트를 부여한다. 지원은 C에서 A까지 등급이 있으며, A가 가장 높은 등급으로 최고의 보너스를 제공한다.
전투는 여러 팀이 있는 격자 기반 맵에서 벌어진다. 플레이어 팀, 적 팀, 동맹 캐릭터, 중립 캐릭터. 캐릭터의 클래스 (라구즈의 경우 동물 형태)와 맵의 지형은 이동 거리와 공격 범위를 영향을 미칠 수 있다. 게임플레이는 턴 기반으로, 플레이어는 플레이어 페이즈 동안 캐릭터를 이동시킨다. 플레이어의 턴이 끝나면 적 페이즈가 시작된다. 동맹 또는 중립 캐릭터가 있는 경우, 그들의 페이즈가 이어진다. 각 페이즈 동안 캐릭터는 한 번 이동하고 하나의 명령을 따를 수 있다. 이것이 완료되면 유닛은 회색으로 변하고 다음 턴까지 이동하거나 명령을 내릴 수 없다. 각 턴은 플레이어가 수동으로 종료하거나, 모든 캐릭터에게 명령이 주어졌을 때 자동으로 종료될 수 있다. 캐릭터의 표준 명령은 캐릭터 공격, 아이템 사용, 캐릭터 구조 (부상당한 캐릭터를 구출하는 캐릭터에게 스탯 감소 비용으로 일시적으로 게임에서 제거), 다른 동맹 캐릭터와 아이템 거래, 인접한 공간으로 캐릭터 '밀어내기', 나중에 명령을 받을 때까지 대기 등이 있다. 특별 명령은 전투 중 캐릭터와 대화, 상자 열기, 맵상의 건물 방문, 아이템 훔치기, 일부 경우 맵에서 캐릭터 탈출 등이 있다. 각 캐릭터에게 명령이 주어지지 않은 경우, 아이크는 모든 자유 캐릭터를 명령할 수 있는 독점적인 능력을 가지고 있으며, 이미 이동한 캐릭터에게 다음 턴에 대한 일반 명령을 내리거나, 현재 턴에 이동하지 않은 캐릭터에게 명령을 내릴 수 있다. 레벨이 전투 탈출을 포함하는 경우, 아이크의 탈출이 레벨을 종료한다.
파이어 엠블렘 시리즈의 무기 상성 시스템이 다시 등장하여, 세 가지 주요 근거리 무기(도끼, 창, 검)가 서로 강하거나 약하다. 도끼는 창에 강하고, 창은 검에 강하며, 검은 도끼에 강하다. 다른 유사한 시스템도 존재하며, 예를 들어 화염 마법은 일부 야수에게 더 큰 피해를 주고, 화살은 공중의 적에게 더 효과적이다. 무기 내구도는 시간이 지남에 따라 감소하며, 특정 횟수 사용하면 결국 부러진다. 무기는 다양한 수준의 강도를 가지며, 할당된 문자 (E에서 A, S)는 무기를 휘두르는 데 필요한 기술 수준을 나타낸다. 기지에서 단조된 무기는 고유한 이름으로 맞춤 설정할 수도 있다. 마법은 무기 상성과 유사한 시스템으로 관리된다. 불은 바람에 약하고, 바람은 번개에 약하며, 번개는 불에 약하고, 주교에게만 해당되는 빛 마법은 중립이다.

## 줄거리

### 설정과 캐릭터
이전 파이어 엠블렘 게임과 마찬가지로 창염의 궤적은 시리즈의 나머지 부분과 별개의 연속성 및 설정에서 발생한다. 게임의 배경은 인간 베오르크와 변신하는 라구즈 두 종족이 거주하는 텔리우스 대륙이다. 전설에 따르면 세상을 창조한 여신은 베오르크를 자신의 형상으로 창조하고, 자신과 야수 사이의 간극을 채우기 위해 라구즈를 창조했다. 두 종족은 공존하기 위해 애썼지만, 양측 모두 인종 갈등과 분쟁으로 이어졌다. 창염의 궤적 사건이 일어날 때까지 텔리우스는 평화를 유지하는 7개의 국가로 나뉘어 있다. 텔리우스의 핵심 아이템은 레한의 메달로, 반복되는 파이어 엠블렘의 세계 버전이다. 이것은 800년 전 세상에 혼돈을 가져왔고 텔리우스를 제외한 모든 세상을 바다에 잠기게 한 어둠의 신이 봉인되어 있다고 전해지는 청동 메달이다. 어둠의 신이 해방되는 것을 막기 위해 텔리우스에서는 전쟁이 방지되어야 한다.
이야기를 통해 만나는 46명의 캐릭터를 영입할 수 있으며, 각자 스토리에 기여한다. 주요 등장인물 대부분은 그레이 용병단의 멤버로, 동명인 그레이가 이끈다. 주인공은 그레이의 아들인 아이크이다. 그는 여동생 미스트, 크리미아 왕위 계승자인 엘린시아 공주와 함께 여행한다. 다른 베오르크 캐릭터로는 전 크리미아 기사단장 티타니아, 명사수 시논, 그레이 밑에서 봉사하는 마법사 겸 전술가 소렌이 있다. 라구즈 캐릭터로는 베오르크를 강하게 증오하는 고양이 라구즈 레테, 베오르크와의 평화로운 공존을 바라는 야수 라구즈의 사자왕 카이네기스가 있다. 주요 적대자는 다이인의 4기사라 불리는 다이인 장군들로, 수수께끼의 검은 기사와 그들의 주인인 다이인의 왕 애슈너드가 있다.

### 줄거리
게임은 그레일이 자신의 아들인 아이크를 용병단에서 싸우게 하는 것으로 시작된다. 크리미아 국경 근처 임무를 수행하던 중 아이크는 다이인 순찰대에게서 한 여인을 구출하는데, 그녀는 다이인의 크리미아 침공 중에 가족들과 함께 죽임을 면한 공주 엘린시아 리델 크리미아임이 밝혀진다. 이 직후 다이인이 용병단을 공격하고, 그들은 국경을 넘어 라구즈 국가인 갈리아로 도망쳐야 한다. 그들은 검은 기사에게 추격당하고, 검은 기사는 갈리아인들에게 쫓겨나기 전에 그레일을 일대일 전투에서 죽인다. 아이크와 엘린시아는 협력하여 다이인 세력을 크리미아에서 몰아내기로 결정한다. 게임이 진행되면서 아이크와 그의 동료들은 진정한 적수인 다이인 왕 애슈너드에 맞서 동맹을 맺기 위해 베오르크와 라구즈 사이의 오래된 인종 갈등을 극복한다. 특히 아이크는 세레네 학살로 알려진 대량 학살 행위로 전멸당한 백로 라구즈 부족의 몇 안 남은 멤버들과 베오르크 제국인 베그니온 사이의 관계를 재확립한다. 여행 도중 그들은 애슈너드가 메달 안에 봉인된 어둠의 신을 해방시키기 위해 전쟁을 도발하고 있으며, 다이인의 침공을 자신의 계획의 틀로 사용하고 있음을 알게 된다. 최종 공격에서 아이크와 그의 용병단은 검은 기사와 애슈너드를 모두 물리치고 계획을 저지한다. 애슈너드가 패배하고 다이인의 점령이 끝나자 엘린시아는 크리미아의 새 여왕으로 즉위하여 베오르크와 라구즈가 평화롭게 살 수 있는 땅으로 만들기 위해 노력한다.

## 개발
창염의 궤적의 개발은 시리즈 최초로 해외에 현지화되어 파이어 엠블렘 열화의 검이라는 이름으로 출시된 게임이 국제적인 성공을 거둔 후 인텔리전트 시스템즈에서 시작되었다. 높은 개발 비용 때문에 팀은 닌텐도 게임큐브용 타이틀 개발을 꺼렸지만, 파이어 엠블렘'의 해외 성공 이후 다음 출시를 위해 휴대용에서 가정용 비디오 게임기로 복귀하기로 결정했다. 닌텐도 기획개발본부도 개발에 참여했다. 창염의 궤적은 3D 인게임 그래픽, 풀모션 비디오 컷신, 성우 연기를 특징으로 하는 첫 번째 파이어 엠블렘이다. 또한 슈퍼 패미컴용 파이어 엠블렘 트라키아 776 이후 첫 번째 가정용 비디오 게임기 게임이었다. 2D 그래픽에서 3D 그래픽으로의 전환은 개발 중 가장 큰 어려움 중 하나였는데, 특히 기울어진 오버헤드 뷰에서 캐릭터 간 3인칭 전투로의 전환이 어려웠다. 이 과정에서 제외된 기능 중 하나는 전용 전투 아레나였다. 동시에 개발팀 구성원들은 전장에서 분리된 캐릭터들이 상호 작용할 수 있는 장소를 원했기 때문에 기지를 도입했다. 전투 게임플레이가 포함되지 않았기 때문에 특별 지원 대화와 같은 다른 유형의 활동이 만들어졌다. 전투와 컷신에서 움직임을 사실적으로 만들기 위해 팀은 모션 캡처를 사용한 다음 파이어 엠블렘 시리즈의 판타지 느낌이 그대로 유지되도록 조금 과장되게 만들었다. 개발 마지막 단계에 나리히로는 게임 품질에 대해 약간의 후회를 표현하며, 출시 당시 70% 정도만 완성되었다고 인터뷰에서 말했다.
캐릭터 디자인은 시리즈에 새로운 아티스트인 키타 센리가 맡았다. 이전 파이어 엠블렘 게임에서는 주인공이 왕족이었던 것과 달리, 주인공 아이크는 낮은 사회 계층의 인물로 의도되었으며, 왕실 정치와 갈등에 태어나는 것이 아니라 참여하는 용병이었다. 아이크는 새로운 3D 게임에 대해 제안되는 많은 아이디어에서 태어났는데, 많은 사람들이 공감할 수 있는 주인공을 원했다. 그의 용병 신분은 남성 스태프들이 매우 요청한 캐릭터 특성이었다. 이전 게임에서 돌아온 캐릭터는 지간으로, 이번에는 티타니아라는 여성 캐릭터로 디자인되었다. 새로운 조건 하에서 모든 캐릭터를 고유하게 디자인하는 것은 도전이었다. 이것은 또한 초기 디자인 단계에서 더 높은 품질의 캐릭터 아트워크가 제작되게 했다. 풀모션 비디오는 일본 애니메이션 스튜디오 디지털 프론티어에서 제작했다. 게임에 컷신을 도입하는 것은 팀에게 도전이었다. 게임의 부제는 특정 사물이나 장소를 지칭하는 것이 아니라 아이크와 다른 캐릭터들의 여정에 대한 은유로 작용한다.

## 출시
새로운 파이어 엠블렘 타이틀은 2004년 4월 처음 발표되었으며, 주간 소년 점프 지면을 통해 전면 공개되었다. 게임의 제목, 스토리 세부 정보 및 선택된 플랫폼은 주간 소년 점프에서 발표되었으며, 출시일은 2004년 중 어느 시점으로 발표되었다. 게임은 2005년 초 닌텐도의 Nintendo World Touch DS 이벤트에서 닌텐도에 의해 처음 공개되었다. 공개된 버전은 초기 모델이었으며, 공개와 출시 사이에 사용성과 품질을 개선하기 위해 일부 변경이 이루어졌다. 예약 구매 특전으로 닌텐도는 게임의 일부 트랙이 포함된 특별 CD와 시리즈 15주년을 기념하는 특별 달력을 제작했다. 게임은 2005년 4월 20일 일본에서 출시되었다.
이 타이틀의 첫 서양 공개는 E3 2005에서 있었다. 파이어 엠블렘 열화의 검과 파이어 엠블렘 성마의 광석 이후 세 번째로 현지화된 파이어 엠블렘 타이틀이었다. 게임보이 어드밴스 파이어 엠블렘 게임의 저장 데이터가 있는 플레이어는 창염의 궤적과 연결하여 해당 게임의 캐릭터를 중심으로 하는 콘셉트 아트와 특별 맵에 접근할 수 있다. 창염의 궤적은 북아메리카에서 10월 17일에 출시되었다. 이후 유럽에서 11월 4일, 오스트랄라시아에서 12월 1일에 출시되었다.

### 지역화
창염의 궤적 지역화는 닌텐도 아메리카의 지역화 부서인 닌텐도 트레하우스가 담당했다. 이 과정에서 팀은 인텔리전트 시스템즈 스태프와 긴밀하게 협력했다. 팀에게 가장 큰 어려움은 일본어에서 영어로 번역하는 것이었고, 이를 위해 일본 스태프가 와서 작업을 확인해야 했다. 대화를 번역할 때 지역화 팀은 스토리의 깊이와 진지한 분위기를 보존하고자 했지만, 종종 상호 작용과 표현을 위한 제한된 텍스트 및 문자 공간을 가지고 있었다. 추가 텍스트 상자를 추가할 수 있는 옵션이 있었지만, 이것은 플레이어에게 대화를 지루하게 만들 수 있었으므로 일본어 버전에서 사용된 텍스트 상자 수를 일치시키도록 노력했다. 서양 버전의 난이도도 완화되었다. 일본어 버전의 매니악 설정은 제거되었고, 하드 모드는 완화되었으며, 새로운 이지 모드가 도입되었다. 이러한 조정은 서양 테스트 플레이어 피드백과 게임의 높은 난이도에 대해 불평하는 일본 플레이어의 피드백을 바탕으로 이루어졌다.
번역해야 하는 대화와 텍스트의 양은 동물의 숲보다 적지만, 여전히 몇 달이 걸릴 만큼 충분했다. 그 진지한 성격 때문에 팀은 다른 닌텐도 타이틀과는 다른 접근 방식을 취해야 했다. 가능하면 팀은 일본 유머에 익숙하지 않은 사람들에게는 이해되지 않았을 농담과 같은 부분을 제외하고는 원본 대본에 충실했다. 대부분의 경우 캐릭터 대화에 상황과 관련 없는 발언을 넣는 것을 자제했지만, 선택적 튜토리얼 미션에 등장하는 파이어 엠블렘 반복 캐릭터인 안나는 예외였다. 그녀는 게임 외부에서 어느 정도 존재했기 때문에 대중문화 참조를 포함하는 데 더 많은 자유가 있었다.

## 평가
일본에서 창염의 궤적은 출시 첫 주에 100,357장을 판매하며 초기 출하량의 64.16%를 소진했다. 2005년 말까지 이 게임은 156,413장을 판매했다. 영국 데뷔에서는 닌텐도 게임큐브 차트 정상에 올랐다. 정확한 판매 수치는 발표되지 않았지만, 닌텐도는 이 게임을 2005년 성공적인 닌텐도 게임큐브 타이틀 중 하나로 언급했다. 개발자에 따르면, 닌텐도 게임큐브 수명 말기에 출시되었다는 사실이 판매에 영향을 미쳤지만, 여전히 하드웨어 판매에 도움이 되었고 닌텐도는 파이어 엠블렘이 가정용 비디오 게임기에서 판매력이 있다는 것을 확신하게 되었다.
게임에 대한 평가는 전반적으로 긍정적이었다. 종합 사이트 메타크리틱에서는 42명의 비평가 리뷰를 바탕으로 85/100점을 받았다. IGN'의 2005년 게이머메트릭스 목록과 게임스팟'의 2005년 독자 선택 상에서 창염의 궤적은 바이오하자드 4에 이어 각 목록에서 2위를 차지했다. 이 게임은 2006년 골든 조이스틱 어워즈의 "올해의 닌텐도 게임" 부문에 후보로 올랐으며, 최종적으로 제이드 엠파이어에게 상이 돌아갔다. 이 게임은 2014년 GamesRadar에 의해 역대 최고의 닌텐도 게임큐브 게임 중 하나로 선정되었으며, 2013년 디스트럭토이드는 이 게임을 시리즈 최고의 파이어 엠블렘 게임 5개 중 하나로 꼽았다. 제9회 인터랙티브 예술 과학 협회 시상식에서 인터랙티브 예술 과학 협회는 창염의 궤적을 "올해의 롤플레잉 게임" 후보로 지명했으며, 최종적으로 제이드 엠파이어가 수상했다.
패미통'의 리뷰어들은 각각 게임플레이, 스토리, 풀 모션 영화 도입을 칭찬했다. 한 리뷰어는 이 게임을 시리즈의 새로운 모범으로 꼽았고, 다른 리뷰어는 그래픽 리디자인의 거친 부분과 새로운 3D 시점이 맵의 일부 부분을 보기 어렵게 만들었다고 지적했다. 1UP.com'의 셰인 베터하우젠은 전반적으로 긍정적이며, "[창염의 궤적]은 훌륭하게 진행되고 보람 있는 모험을 제공한다"고 말했다. RPGamer'의 크리스 프리비테르는 "창염의 궤적이 전략 장르에 반드시 새로운 것을 추가하는 것은 아니지만, 모든 것을 매우 잘 수행한다"며 플레이어에게 인내심이 필요하다고 강조하면서 추천했다. IGN의 피어 슈나이더는 이 게임을 "인텔리전트 시스템즈의 유서 깊은 전략 RPG 시리즈의 또 다른 가치 있는 작품"이라고 불렀다. RPGFan 리뷰어 마크 짠은 자신이 플레이한 최고의 파이어 엠블렘 게임은 아니지만, "확실히 좋은 게임이며 시간과 돈을 투자할 가치가 있는 SRPG를 찾는다면 구매할 가치가 있다"고 말했다. Nintendo World Report'의 칼 카스타네다도 매우 긍정적이었지만, 그래픽 품질은 닌텐도 게임큐브 초기 시절에 더 적합했으며 그 시기에 출시되었다면 큰 성공을 거두었을 것이라고 언급했다. Eurogamer'의 톰 브램웰은 파이어 엠블렘 공식의 고유한 문제로 인해 게임에 결함이 있다고 느꼈음에도 불구하고 게임을 즐겼고, 마쳤을 때 다시 플레이할 의향이 있었다. 게임스팟의 그렉 카사빈은 "대부분의 일본 RPG를 특징짓는 전통적인 무작위 전투를 재미있고 흥미진진한 턴 기반 전투 시스템으로 대체하고, 기억에 남고 진정으로 감정적인 스토리를 전달하기 위해 노력함으로써, 파이어 엠블렘: 창염의 궤적은 모든 RPG가 시도하지만 극히 일부만이 실제로 해내는 것을 달성한다"고 말했다. 대부분의 칭찬은 게임의 스토리와 게임플레이에 집중되었으며, 비판은 그래픽 품질에 집중되었다.

## 유산
팀의 가정용 비디오 게임기 성공적인 복귀는 텔리우스의 이야기를 다른 가정용 비디오 게임기 출시에서 이어가기로 결정하게 했다. 다음 작품인 파이어 엠블렘: 새벽의 여신은 2005년 5월 Wii용으로 개발을 시작했다. 2007년 일본과 북아메리카, 2008년 유럽과 오스트랄라시아에서 출시되었다. 주인공 아이크는 대난투 스매시브라더스 X 이후 슈퍼 스매시브라더스 시리즈의 모든 작품에서 플레이 가능한 파이터로 등장했다.